# 8117 Юаньлунпін
8117 Юаньлунпін (8117 Yuanlongping) — астероїд головного поясу, відкритий 18 вересня 1996 року.
Тіссеранів параметр щодо Юпітера — 3,208.
Названо на честь китайського вченого-агронома Юань Лунпіна (кит.: 袁隆平, 1930—).